# Liz Renay

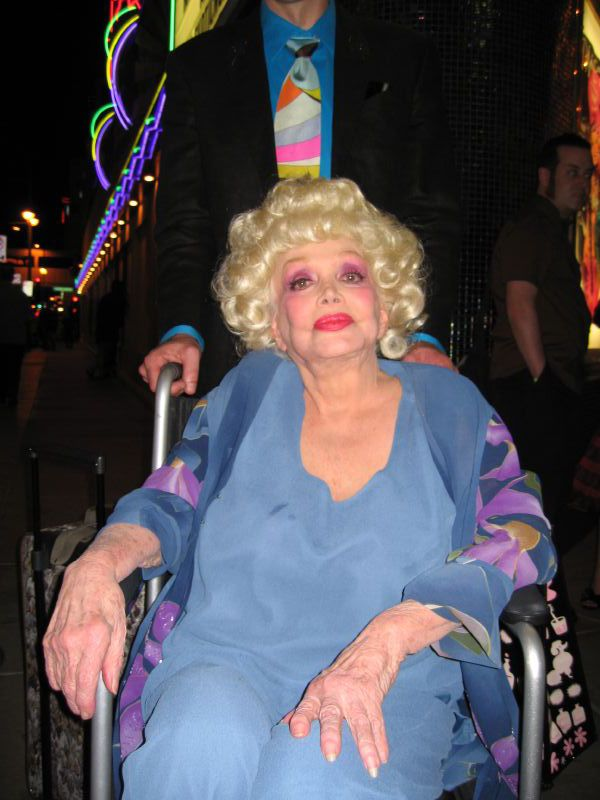
Liz Renay 2006

Liz Renay (* 14. April 1926 in Chandler, Arizona als Pearl Elizabeth Dobbins; † 22. Januar 2007 in Las Vegas, Nevada) war eine US-amerikanische Burlesque-Tänzerin, Stripperin und Filmschauspielerin.

## Karriere
Liz Renay verließ früh ihr konservatives Elternhaus und arbeitete in Las Vegas als Fotomodel, Stripperin und Tänzerin, auch gewann sie einen von der Twentieth Century Fox ausgerichteten Marilyn-Monroe-Doppelgänger-Wettbewerb. 1957 zog sie nach Los Angeles. Ihre Liebesaffäre mit dem Mobster Mickey Cohen brachte ihr erste Auftritte im Fernsehen, aber auch 1961 eine Haftstrafe von drei Jahren wegen Meineid ein, Renay wurde jedoch nach 27 Monaten wegen guter Führung entlassen. Nach ihrer Haftstrafe verfolgte sie weiter erfolgreich eine Karriere als Burlesque-Tänzerin, Bühnenstar und Celebrity.
Ihre Bekanntheit brachte ihr in den folgenden Jahren einige Rollen und Gastauftritte in Filmen und Fernsehsendungen ein. 1971 erschien ihre Autobiografie My Face for the World to See. 1977 spielte sie unter Regie von John Waters die Hauptrolle der Muffy St. Jacques in dem Trashfilm Desperate Living. 1992 erschien mit My First 2,000 Men ihr zweites Buch. Liz Renay war bis ins hohe Alter ein Medienstar, sie starb 2007 an einer gastrointestinalen Blutung.

## Privatleben
Liz Renay war sieben Mal verheiratet. Ihre Tochter Brenda, mit der sie auch zusammen als Tänzerin auftrat, beging 1982 Selbstmord. Ihr Sohn Johnny Allen McLain Sr. stammte aus ihrer zweiten Ehe. In ihrem Buch My First 2,000 Men berichtet sie von zahlreichen Liebesaffären, auch mit Prominenten wie Joe DiMaggio, Cary Grant oder Regis Philbin.

## Filmografie (Auswahl)
- 1950: Aufruhr in Santa Sierra (The Sound of Fury)
- 1958: Die Nackten und die Toten (The Naked and the Dead)
- 1964: The Thrill Killers
- 1969: Der Ritt der Lady Godiva (Lady Godiva Rides)
- 1969: Die Nymphomanin (The Divorcee)
- 1973: Blackenstein
- 1976: Die falsche Schwester (Peeper)
- 1977: Desperate Living
- 1983: Las Vegas Girls
- 1989: Dimensions in Fear
- 2002: Mark of the Astro-Zombies